# Lipotaxia irregularis
Lipotaxia irregularis är en fjärilsart som beskrevs av Louis Beethoven Prout 1920. Lipotaxia irregularis ingår i släktet Lipotaxia och familjen mätare. Inga underarter finns listade i Catalogue of Life.